# Kamenče
Kamenče este o localitate din Comuna Braslovče, Slovenia, cu o populație de 140 de locuitori.